# Die Bilderdecke der Löbnitzer Kirche
Die bemalte Holzdecke in der Dorfkirche Löbnitz ist eine Renaissance-Bilderdecke, die von dem Delitzscher Maler Christian Schilling um 1688–1691 geschaffen wurde. Mit insgesamt 250 Feldern ist es die größte Bilderdecke Mitteldeutschlands und vermutlich – gemessen an der Anzahl der Bilder – auch eine der größten Bilderdecken Deutschlands.

## Geschichte

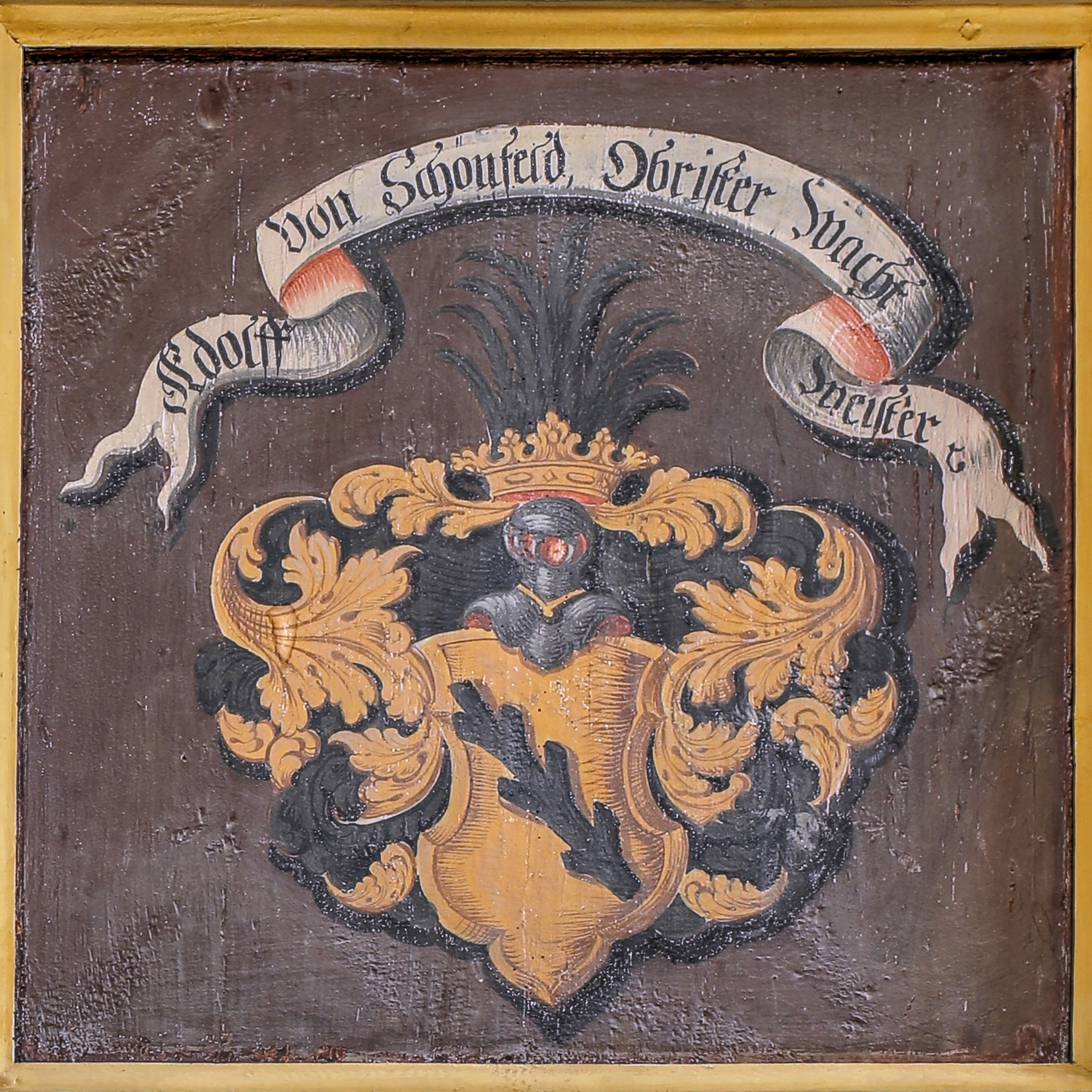
Wappen des Adolf von Schönfeld an der Patronatsloge

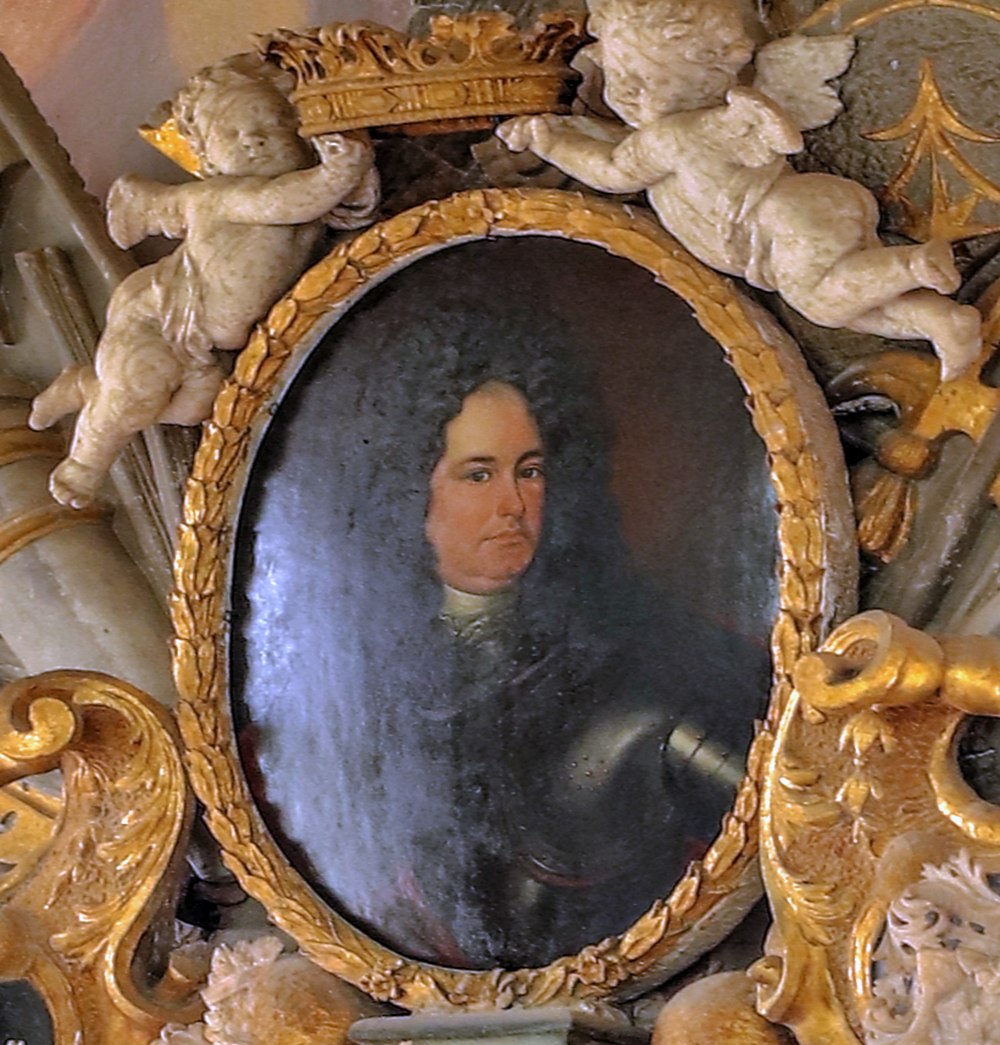
Porträt des Adolf von Schönfeld am Säulenepitaph

Die Holzbilderdecke entstand im Zuge der Umbauarbeiten 1688 bis 1692. In dieser Zeit, etwa 40 Jahre nach dem Dreißigjährigen Krieg, wurden in den Kirchen vielfach flache Decken eingezogen, da gewölbte Decken zu aufwendig gewesen wären und Fachkräfte erfordert hätten, die zu dieser Zeit in Deutschland nicht verfügbar waren. Auftrag- und Geldgeber für die Bilderdecke war der damalige Kirchenpatron und Gutsherr des Hofes Schlossteil Adolf von Schönfeld (* 1643, † 1707), dessen Bildnis am Säulenepitaph an der Südwand und dessen Wappen über der Mittelsäule der Patronatsloge zu finden ist.
Christian Schilling (* 1644, † bis nach 1718) stammte aus einer sächsischen Kunstmalerfamilie, die ihre Malerwerkstatt in Großenhain hatte, die 1608 von seinem Großvater Adam Schilling dem Älteren gegründet wurde. Christian war der Sohn von Adam Schilling dem Jüngeren (* Juli 1593, † Februar 1665) und Anna Pressberg und erlernte ebenso wie seine drei Brüder Georg, Clemens Caspar und Johann Christoph das Malerhandwerk bei seinem Vater. 1677 heiratete er Dorothea Weizer († 1718). Es lassen sich ihm weitere Werke zuschreiben, so unter anderem das Altarbild der Dorfkirche in Niedersteinbach bei Penig.
Die theologische Beratung erhielt er sehr wahrscheinlich durch den damaligen Löbnitzer Pfarrer Johann Adam Günther.
Während der Restaurierungsarbeiten im 20. Jahrhundert (1931–1938 und 1969–1972) an der Kirche wurde auch die Bilderdecke restauriert. Problem war dabei immer wieder die Dachkonstruktion des Kirchenschiffes und deren Anbindung an der Nordwestecke an den Turm. In diesem Bereich drang Feuchtigkeit ein und die Deckenbalken drohten zu verrotten. 1934 erfolgte von (vermutlich) Oktober bis Dezember eine Restaurierung durch den Leipziger Maler Alfred Manger. Was genau er bei diesen Arbeiten tat, ist unklar. Vermutet wird, dass er Konturen nachgezogen und großflächige Retuschen vorgenommen haben könnte. Bei den Renovierungsarbeiten 1971 durch Werner Pitzschler aus Crimmitschau wurde die Bilderdecke hauptsächlich mit Brotteig gereinigt. Die letzte Restaurierung führte 2009 der Leipziger Restaurator Oliver Tietze aus. Sein Hauptaugenmerk lag darauf, den Gesamteindruck der Bilderdecke weitestgehend zu erhalten. So wurden unter anderem eine vorsichtige mechanische Reinigung durchgeführt sowie Wasserflecken und zum Teil störende Übermalungen aus früheren Restaurierungen beseitigt. Es ist glücklichen Umständen zu verdanken, dass die Löbnitzer Bilderdecke weitestgehend in ihrem ursprünglichen Zustand erhalten geblieben ist und nicht, wie mitunter in anderen Kirchen geschehen, übermalt wurde oder unter einer Putzschicht verschwand.

## Übersichts-Aufnahmen

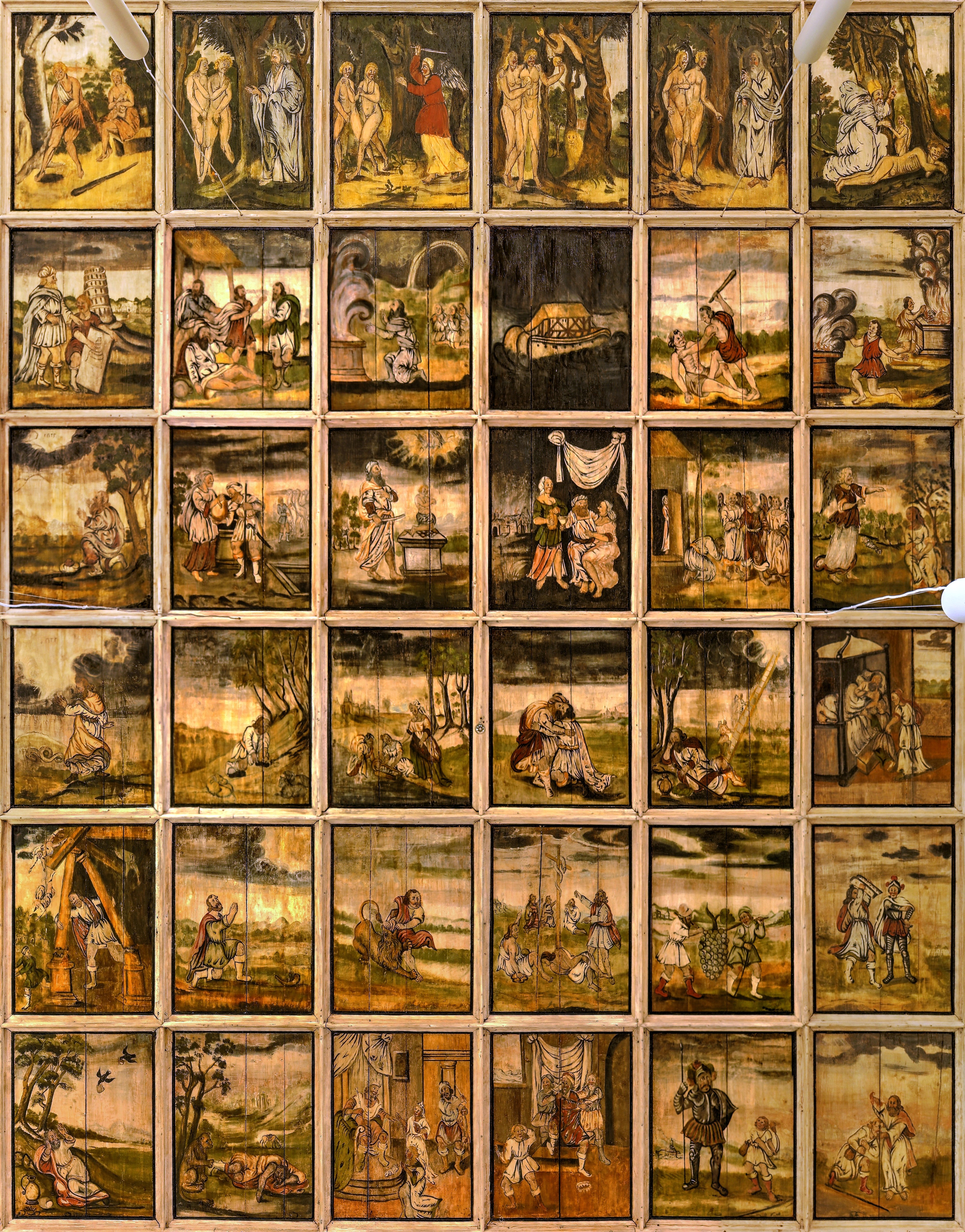
Altes Testament: Zeile 1–6
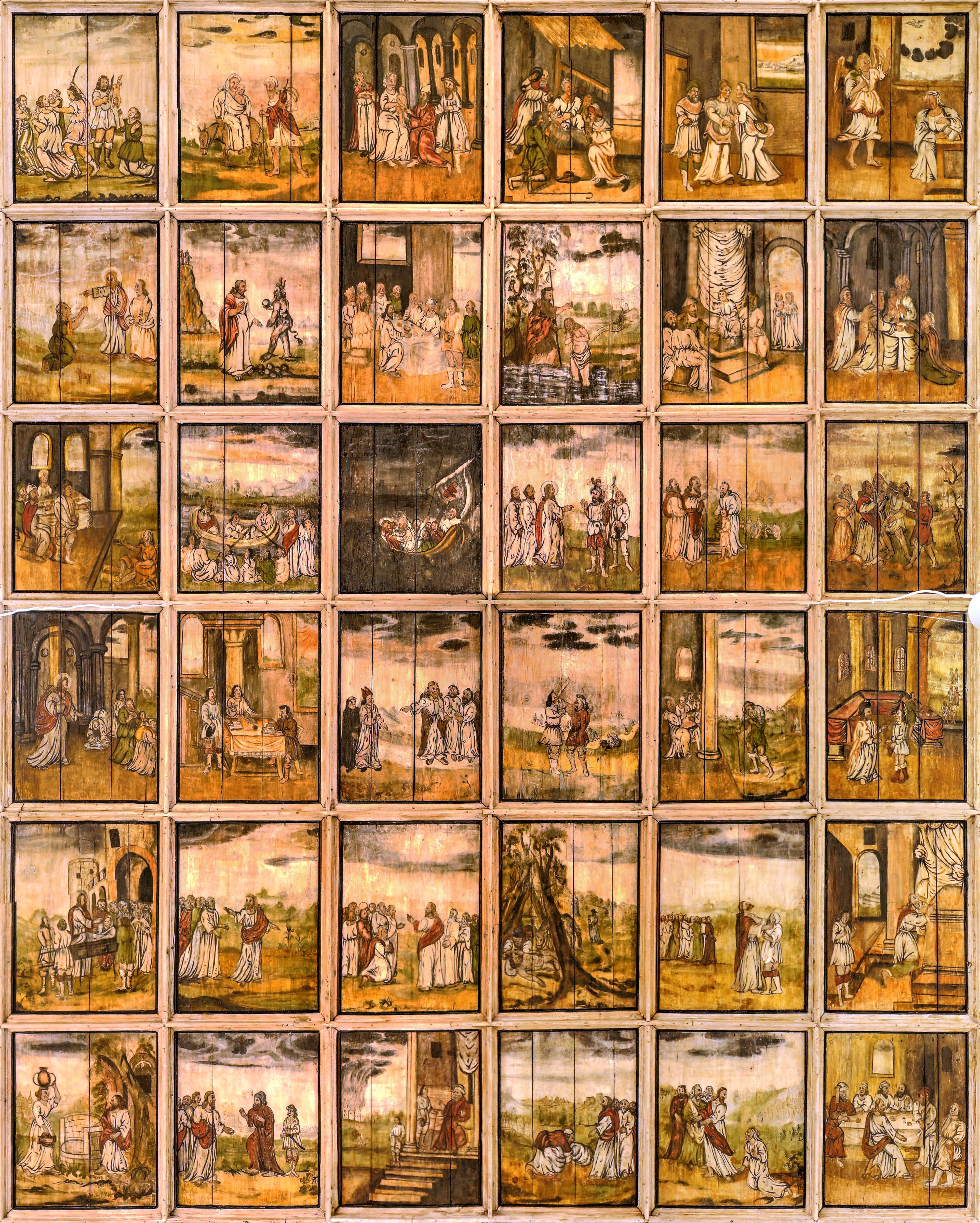
Neues Testament: Zeile 7–12
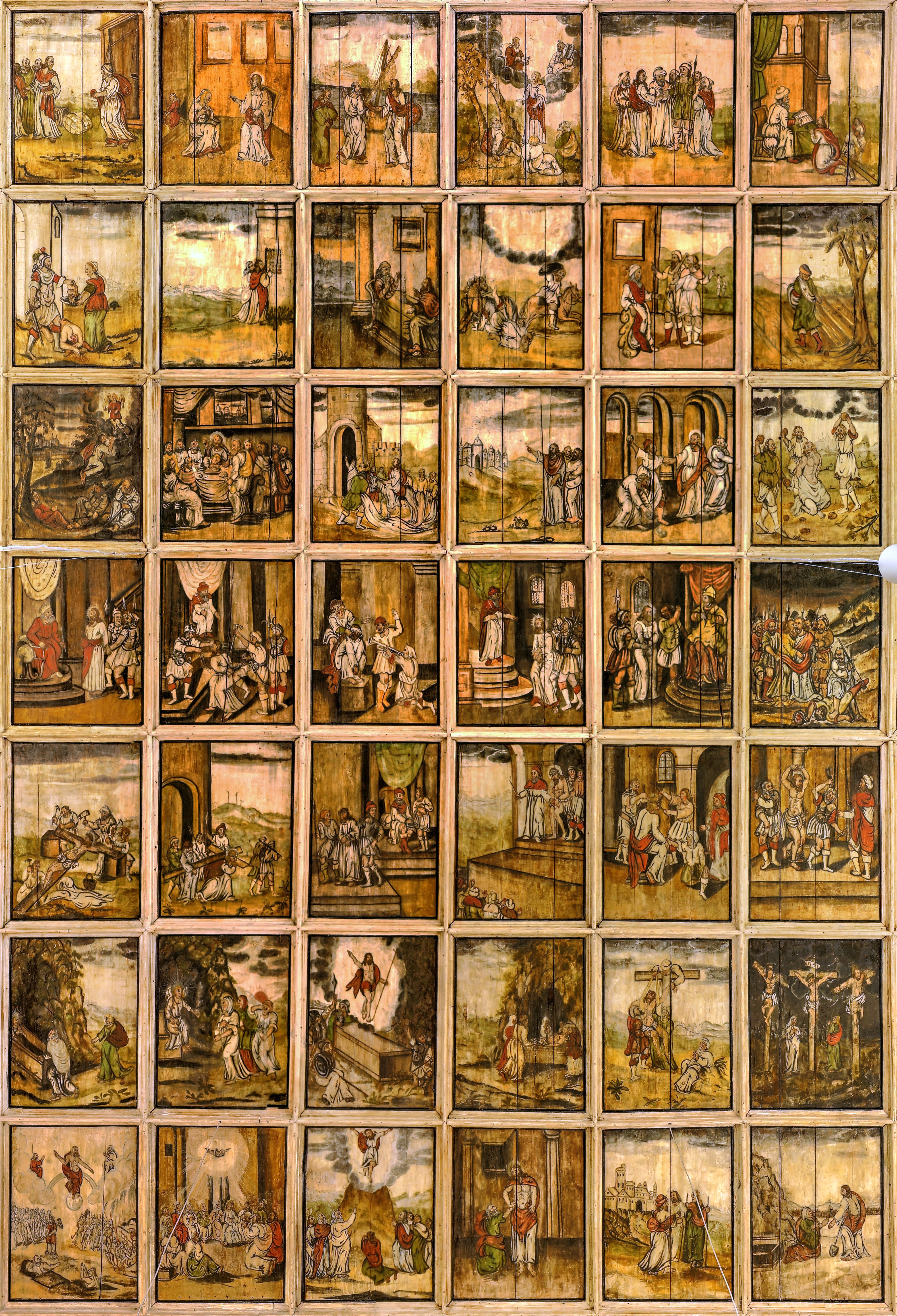
Neues Testament: Zeile 13–19

## Beschreibung und Größe
Die Bilderdecke besteht aus insgesamt 250 Feldern, die in 25 Zeilen (die in Ost-West-Richtung verlaufen) und 10 Reihen (in Nord-Süd-Richtung) angeordnet sind. Die Bemalung wurde direkt auf Nadelholzbretter aufgetragen, die an die Deckenbalken genagelt sind. Die Stöße wurden mit Holzprofilleisten verdeckt, so dass der optische Eindruck einer Kassettendecke entsteht. Die Felder sind Rechtecke mit der Längsausdehnung in Ost-West-Richtung. Die Größe der einzelnen Felder wird in der Literatur als Mittelwert mit 0,88 × 1,15 Meter angegeben, wobei die ornamentalen Randfelder nicht mitgerechnet werden. Die Randfelder bestehen aus je zwei Zeilen an der Ost- und Westseite und je einer Reihe an der Nord- und Südseite. (Anmerkung: Auf der Gesamtansicht fehlen auf der Westseite zwei Zeilen und auf der Ostseite eine Zeile der Randfelder, da diese teilweise durch die Orgel bzw. den Altar verdeckt werden.) Damit ergibt sich eine Größe der Bilderdecke ohne die Randfelder mit 21 × 8 Feldern von 24,15 × 7,04 Meter. Die Länge der gesamten Kirchendecke beträgt ungefähr 28,7 Meter und die Breite der Decke variiert in Längsrichtung (Ost-West-Richtung). An der Westseite (über der Orgel) ist die Breite der Decke etwa 8,5 Meter. Auf Höhe der Kanzel verbreitert sie sich auf knapp 9,0 Meter und wird an der Ostseite (über dem Altar) wieder ca. 10 bis 15 cm schmaler als an der breitesten Stelle.

## Konzeption und Bildprogramm

Gesamtansicht

Die Deckenbilder müssen vor dem Altar stehend mit Blickrichtung zur Orgel-Empore, also von Ost nach West betrachtet werden. Die Kirchenbesucher, die in den Kirchenbänken sitzen, sehen die Bilder „auf dem Kopf stehend“. Es kann nur vermutet werden, dass der Grund für diese Darstellung der war, dass der Kirchenpatron und Geldgeber die Decke von seiner Loge aus richtig herum sehen sollte. Die Löbnitzer Bilderdecke wurde so gestaltet, dass Jesus Christus faktisch am Anfang und am Ende der biblischen Darstellungen steht. Er ist rechts oben an der Decke (Nordost-Ecke), genau zwischen Altar und Patronatsloge dargestellt. Die biblische Geschichte endet links unten an der Decke (Südwest-Ecke) mit der Auferstehung und der Himmelfahrt Jesu Christi und dem Jüngsten Gericht. Dabei ergibt sich die Leserichtung zeilenweise von rechts nach links aus der Chronologie des Alten und des Neuen Testaments und nicht wie sonst in Europa üblich von links nach rechts. 

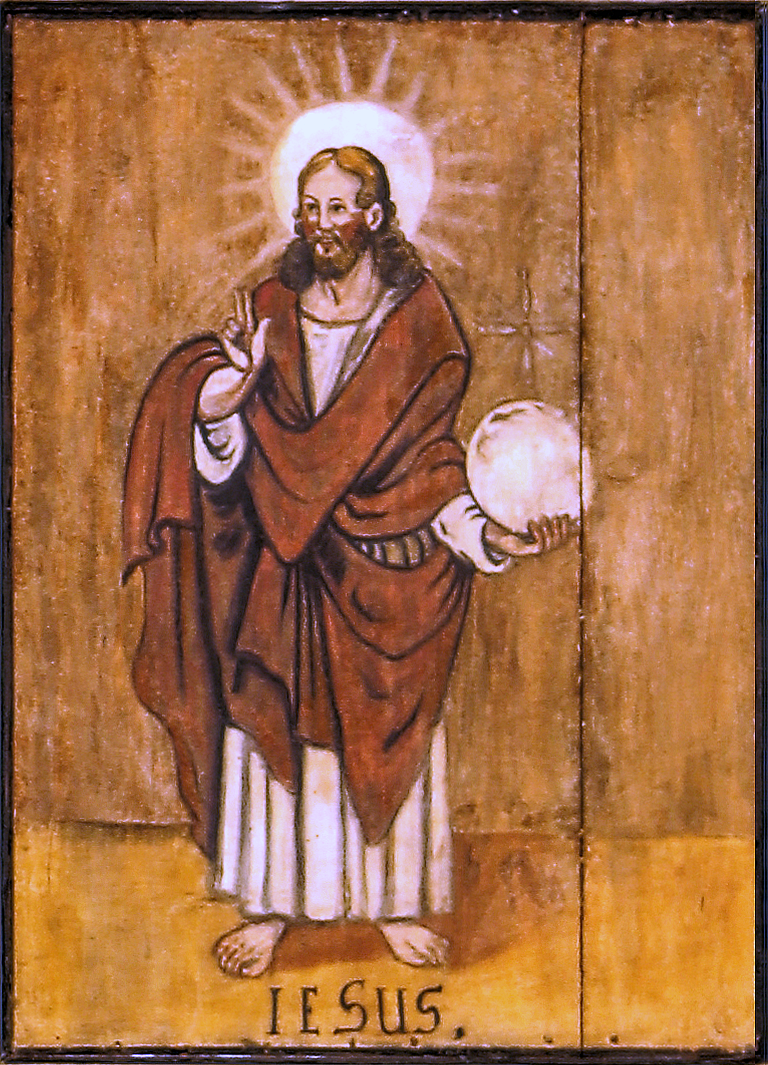
Jesus Christus steht am Anfang des Bildprogrammes

Das Bildprogramm mit den 250 Feldern ist wie folgt zu verstehen (Die Nummerierungen beziehen sich auf die Bildtafeln ohne die Randfelder. Der Koordinaten-Ursprung ist das Bild von Jesus Christus in der rechten oberen Ecke, der Nordost-Ecke in Zeile 1, Reihe 1. Die Zeilen werden von oben nach unten (Ost nach West) von 1 bis 21 und die Reihen von rechts nach links (Nord nach Süden) von 1 bis 8 durchnummeriert):
- Das Alte Testament ist in den sechs mittleren Reihen in den ersten sechs Zeilen dargestellt (36 Bilder, Zeile 1–6, Reihe 2–7). Es beginnt mit der Erschaffung Evas, dem Einzug ins Paradies, dem Sündenfall und der Vertreibung aus dem Paradies. Weitere Bildmotive sind unter anderem: der Brudermord „Kain erschlägt Abel“, die Arche Noah, der Turmbau zu Babel, Jakobs Traum von der Himmelsleiter, der brennende Dornbusch, Mose mit den Gesetzestafeln, David und Goliath, Salomons Urteil und wird mit der Szene „Elia wird von den Raben gespeist“ abgeschlossen.
- Das Neue Testament wird ebenso in den sechs mittleren Reihen in insgesamt 13 Zeilen abgebildet (78 Bilder, Zeile 7–19, Reihe 2–7). Die Darstellungen des Neuen Testaments wurde dabei in mehrere größere Abschnitte eingeteilt: der junge Jesus (von der Verkündigung an Maria und der Heimsuchung bis zur Versuchung Jesu), die Wundertaten und die Gleichnisse Jesu, Jesus als Lehrer und Prophet, die Passionsgeschichte und im letzten Abschnitt die Auferstehung und die Himmelfahrt Jesu, das Pfingstwunder und das Jüngste Gericht.
- Auf der rechten Seite neben der biblischen Geschichte (Nordseite) sind in einer Reihe Personen dargestellt (18 Bilder, Reihe 1, Zeile 1–18): Jesus Christus, die zwölf Apostel und die vier Evangelisten sowie Martin Luther.
- Links der biblischen Darstellungen (Südseite) sind weitere Personen zu sehen (18 Bilder, Reihe 8, Zeile 1–18): Mose mit den Gesetzestafeln, die Schriftpropheten (vier große und zwölf kleine Schriftpropheten) sowie Philipp Melanchthon.
- Der Bilderzyklus wird auf der Westseite nahe der Orgel mit 18 Engeln abgeschlossen: in zwei Zeilen unterhalb der Bibeldarstellungen in den mittleren sechs Reihen (Zeile 20 und 21, Reihe 2–7) sind 12 musizierende Engel abgebildet; links und rechts davon in je drei Feldern (in den Reihen 1 und 8 mit den Personendarstellungen, Zeile 19–21 unterhalb von Luther und Melanchthon) sind sechs Engel mit den Leidenswerkzeugen Jesu Christi dargestellt.
- Diese Darstellungen werden auf den 82 Randfeldern (siehe oben) von floralen Ornamenten umrahmt.

Eine Besonderheit ist im Zusammenhang mit den Darstellungen der biblischen Geschichte erwähnenswert. Vergleicht man die Löbnitzer Bibeldarstellungen mit zeitgenössischen Bibelillustrationen zum Beispiel mit der von Matthias Merian aus dem Jahr 1630, dann fällt auf, dass bei Merian der Schwerpunkt der Darstellungen auf dem Alten Testament lag. In der Merian-Bibel befinden sich 157 Kupferstiche zum Alten und 77 Kupferstiche zum Neuen Testament. In der „Bilder-Bibel“ von Christian Schilling ist das Verhältnis umgekehrt: 36 Bilder zum Alten und 78 Bilder zum Neuen Testament. Der Schwerpunkt liegt hier also auf dem Neuen Testament.
Eine weitere Besonderheit ist, dass die biblische Geschichte in so zahlreichen Szenen illustriert wurde, wie man das sonst nur selten in anderen Kirchen findet, auch wenn die Reihenfolge und die Auswahl der Bibelszenen nicht immer ganz schlüssig ist. Der Künstler hat sich bei seinen Darstellungen auf das Wesentliche konzentriert, was für die Erkennbarkeit der Bilder von unten (Deckenhöhe ca. 8,2 Meter) sicher ein Vorteil ist. Die Arbeiten Schillings kann man als eher schlichte Darstellungen bezeichnen. Er hat aber mit der ihm eigenen Malweise die Bibelszenen sehr anschaulich und für die Kirchenbesucher verständlich dargestellt. 
Die kunsthistorische Bedeutung der Löbnitzer Bilderdecke ergibt sich aus dem umfangreichen Bildprogramm und dem relativ guten Erhaltungszustand.

## Ausgewählte Detail-Aufnahmen

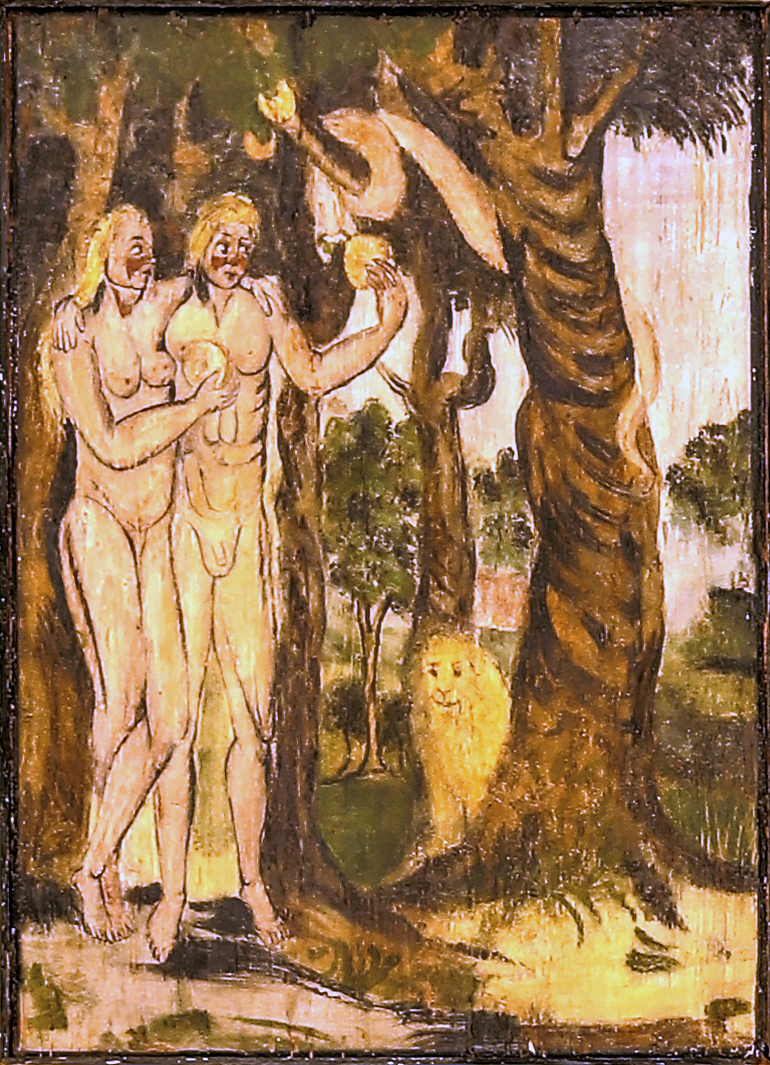
AT: Der Sündenfall
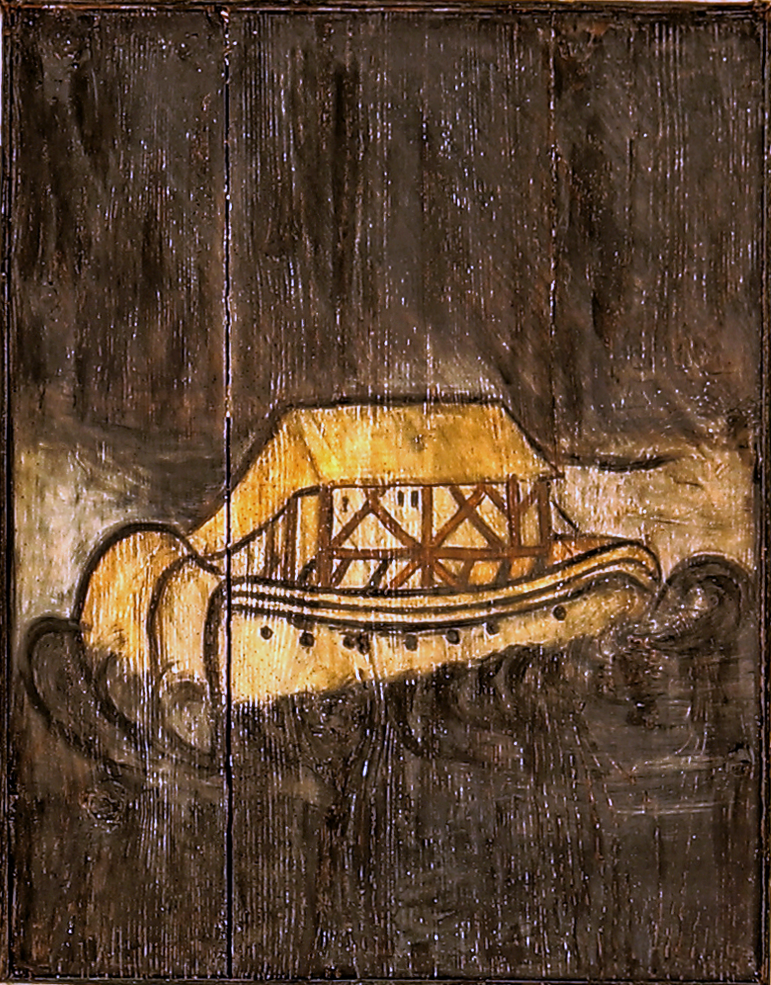
AT: Arche Noah
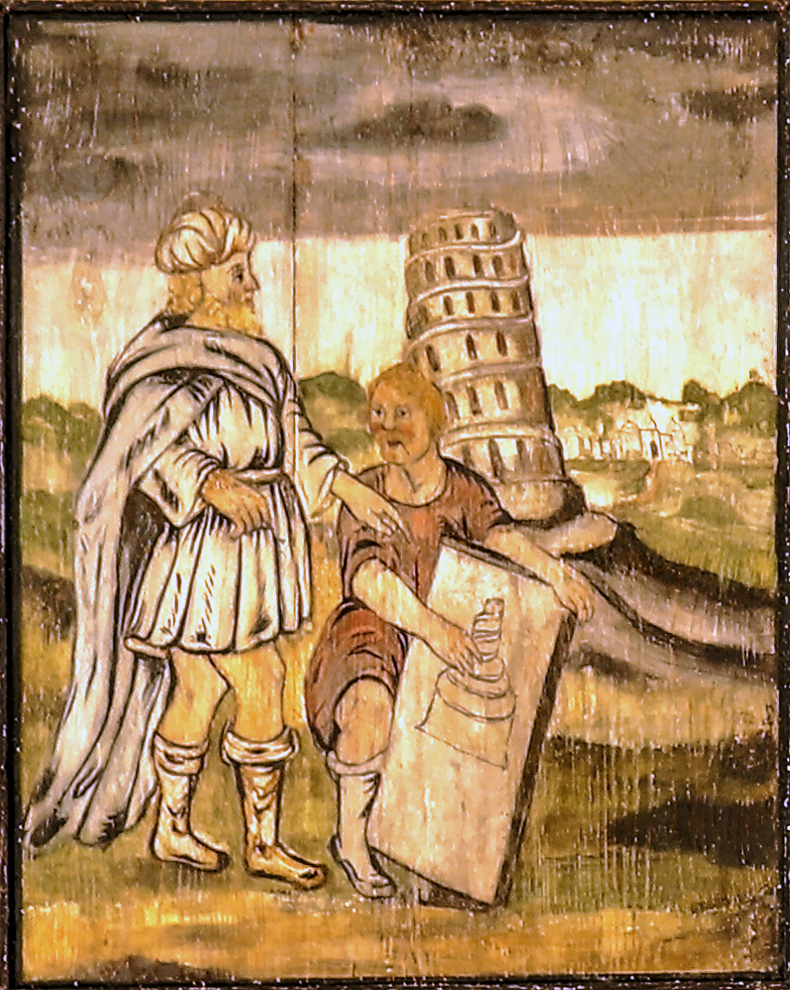
AT: Turmbau zu Babel
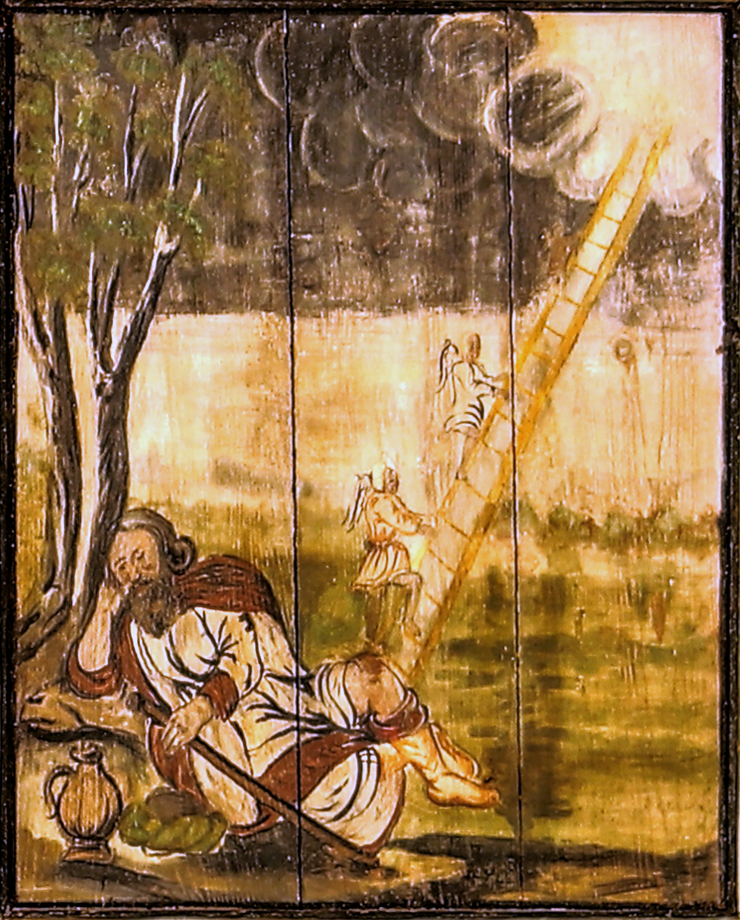
AT: Jakobs Traum
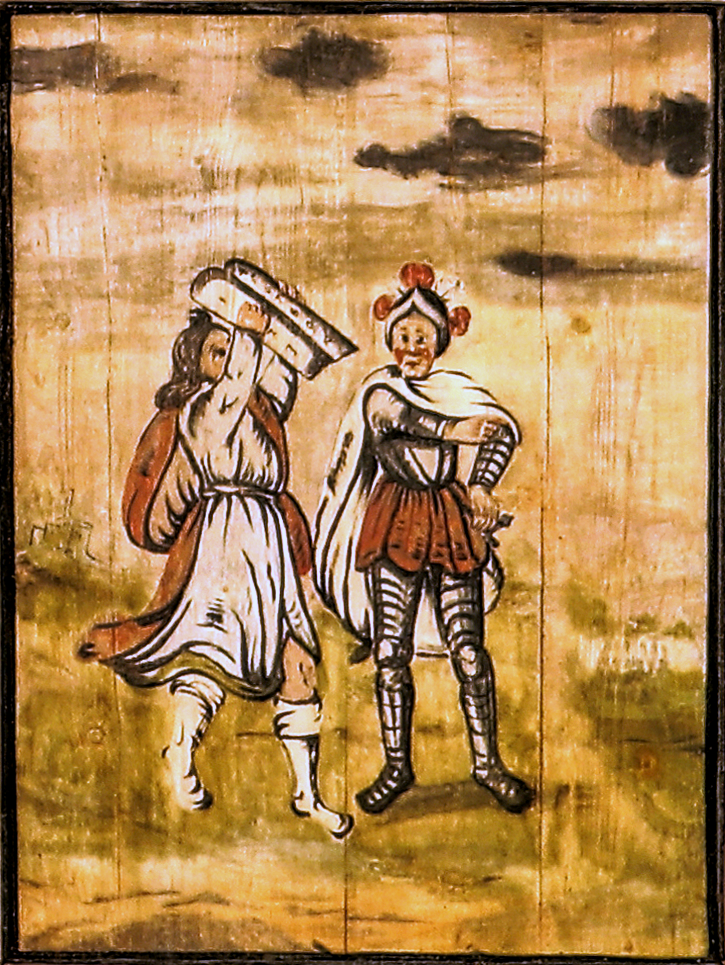
AT: Mose mit den Gesetzes- tafeln
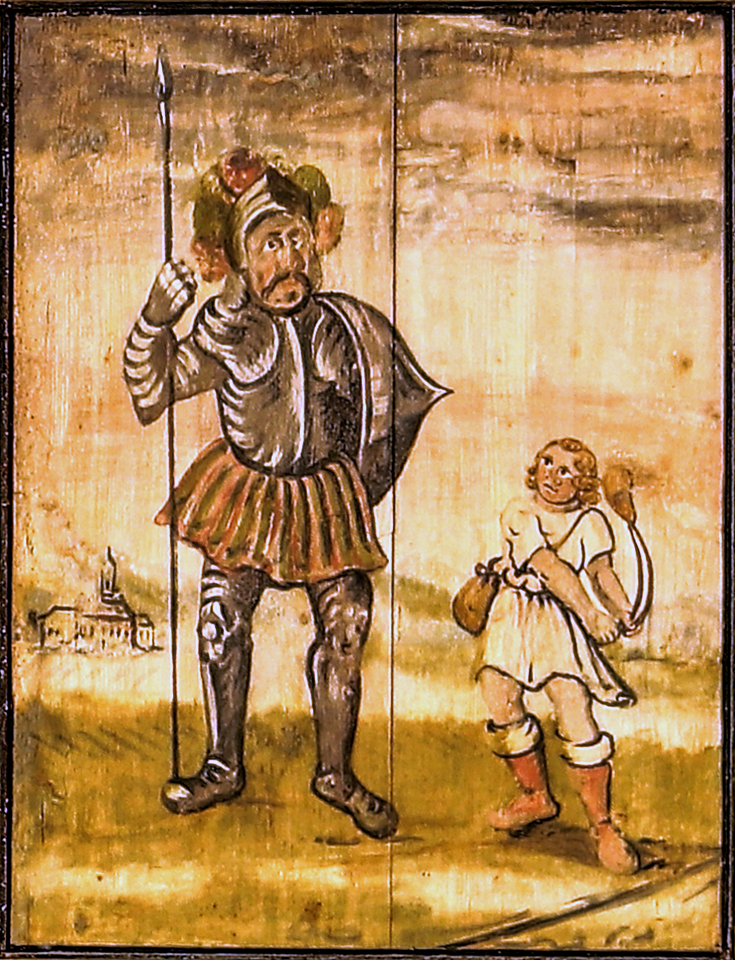
AT: David und Goliath
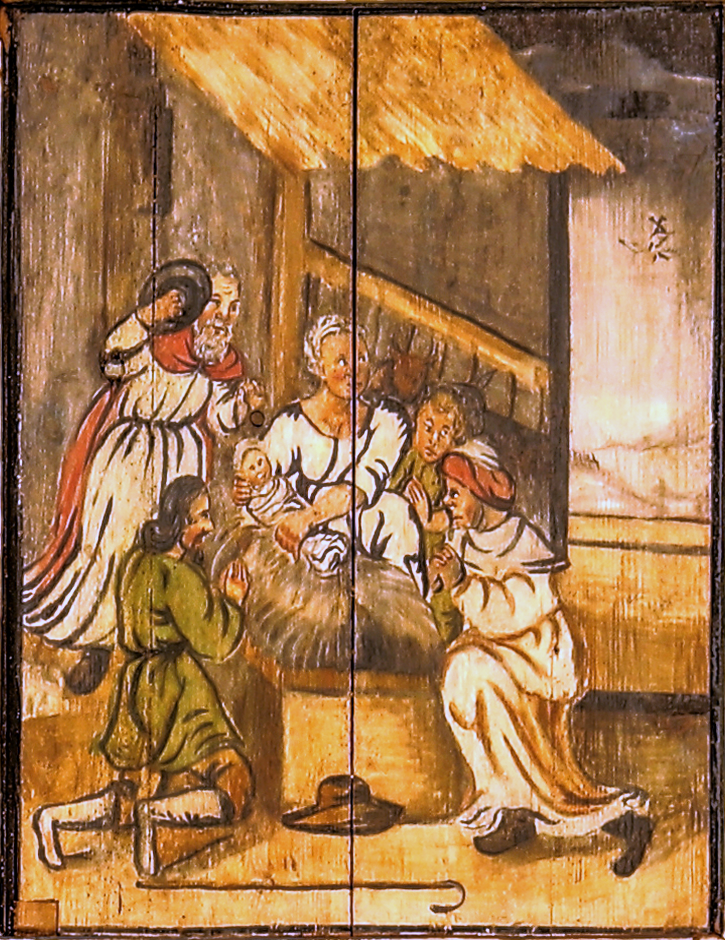
NT: Hirten vor dem Kind in der Krippe
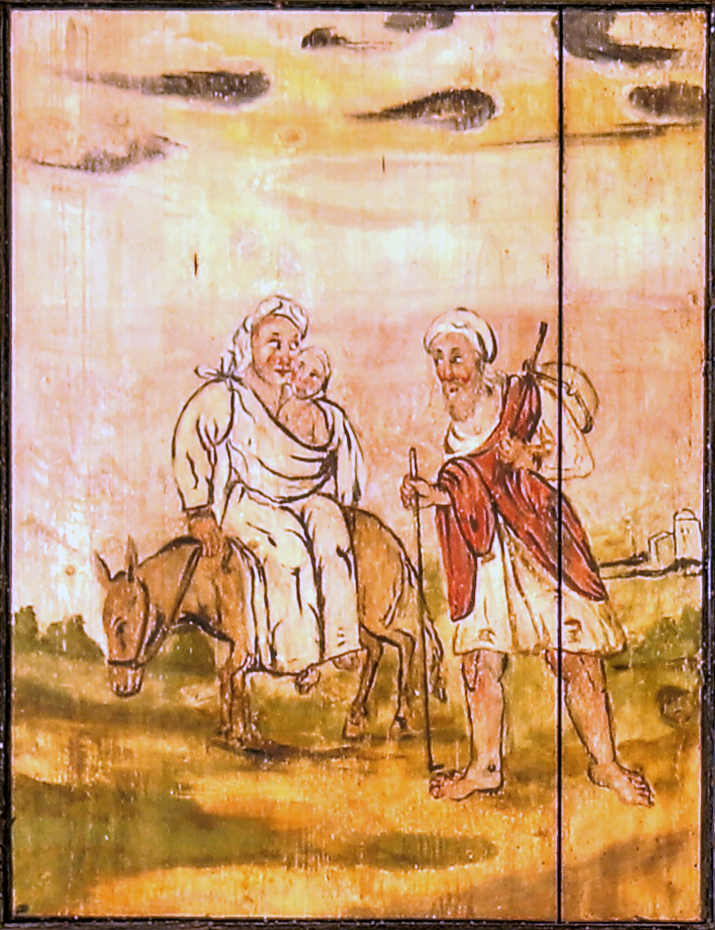
NT: Flucht nach Ägypten
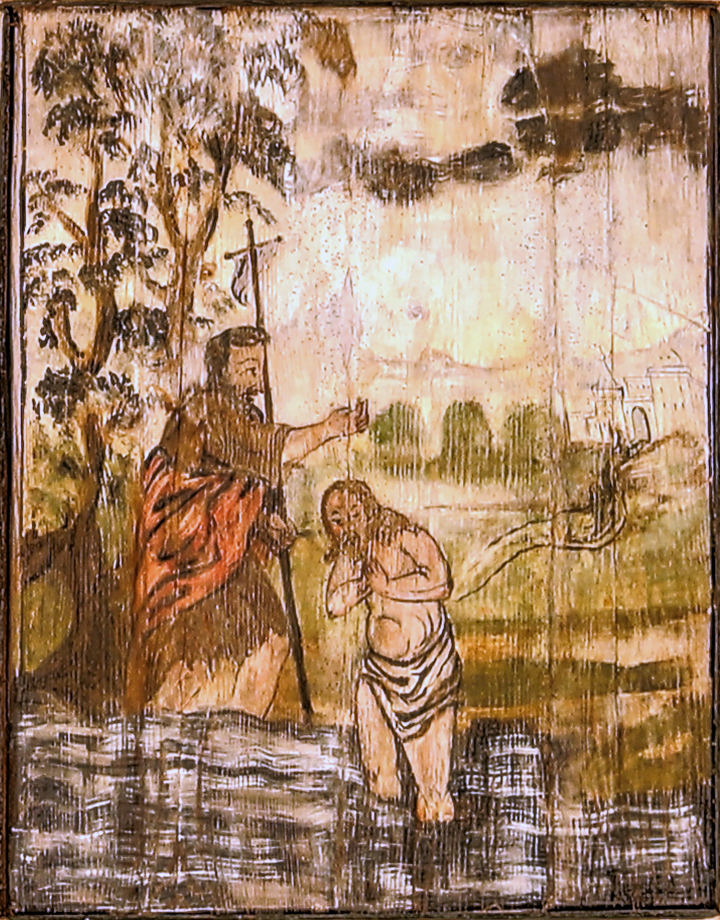
NT: Johannes tauft Jesus
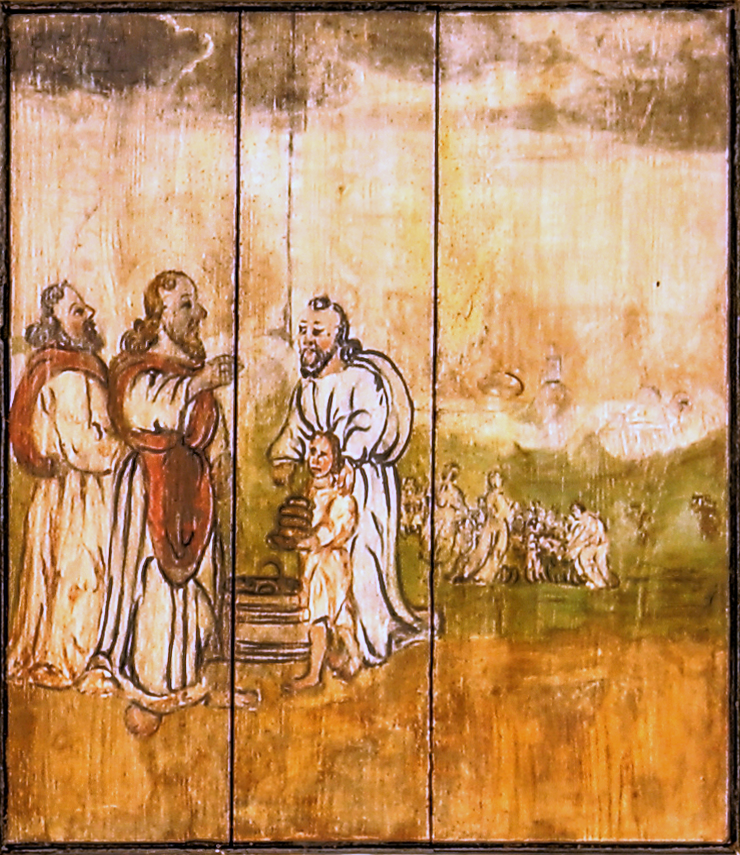
NT: Speisung der 5000
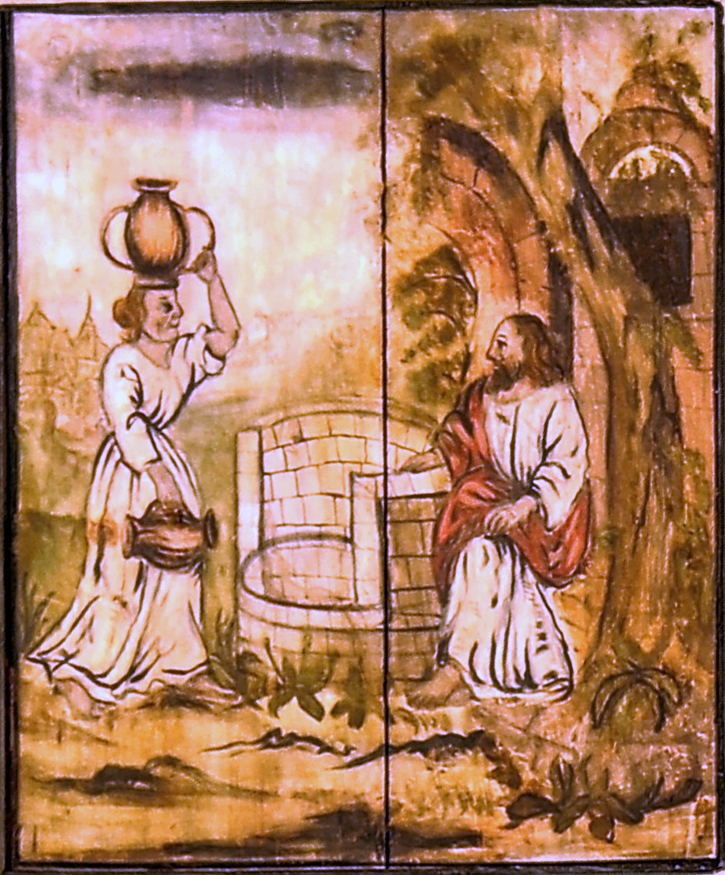
NT: Jesus und die Samariterin
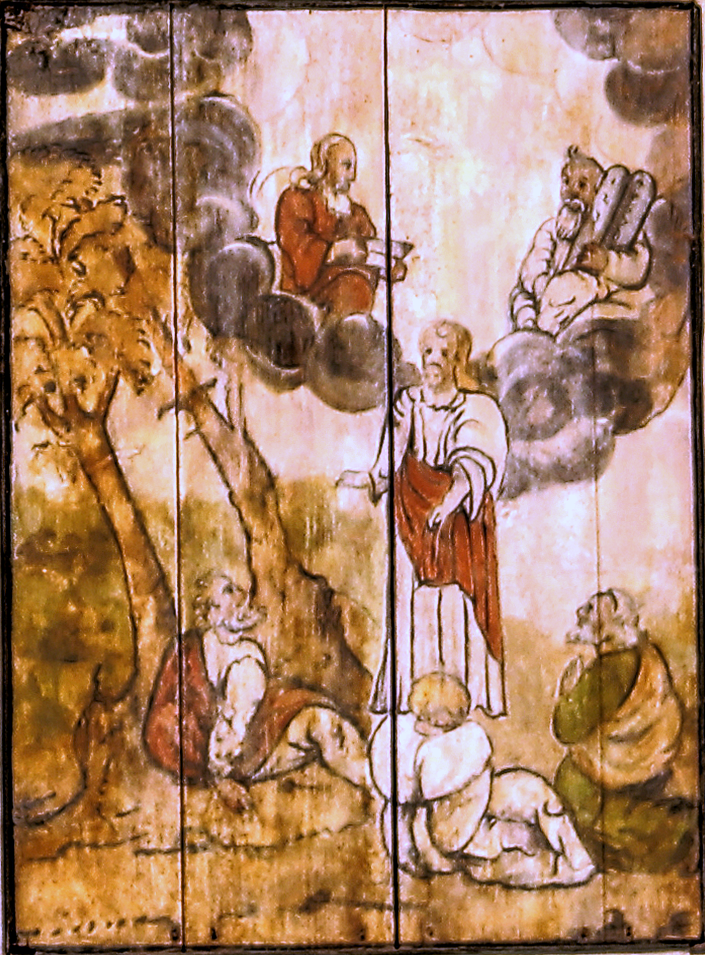
NT: Verklärung Jesu
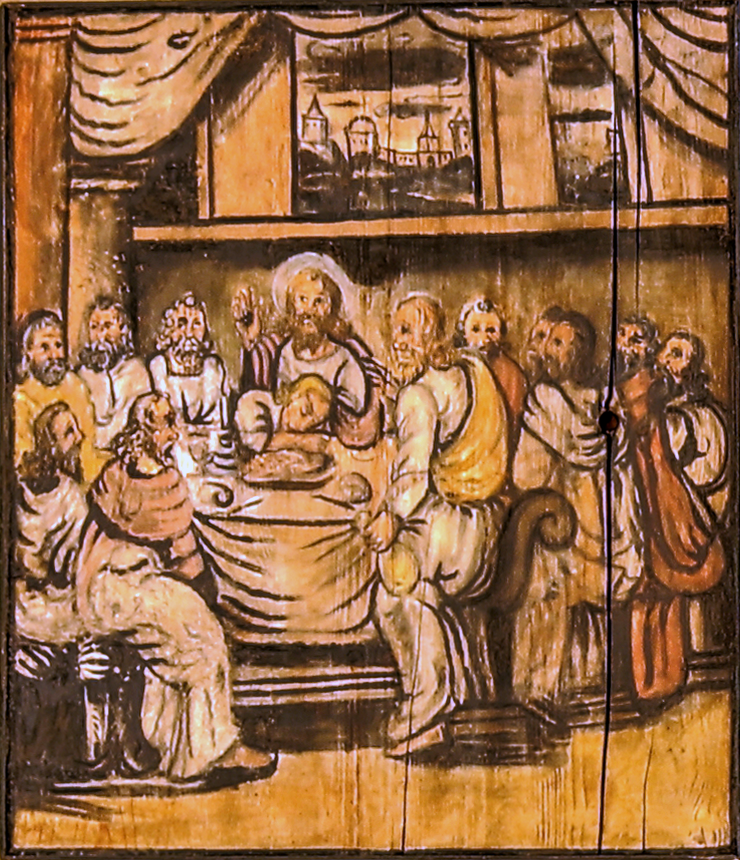
NT: Das Abendmahl
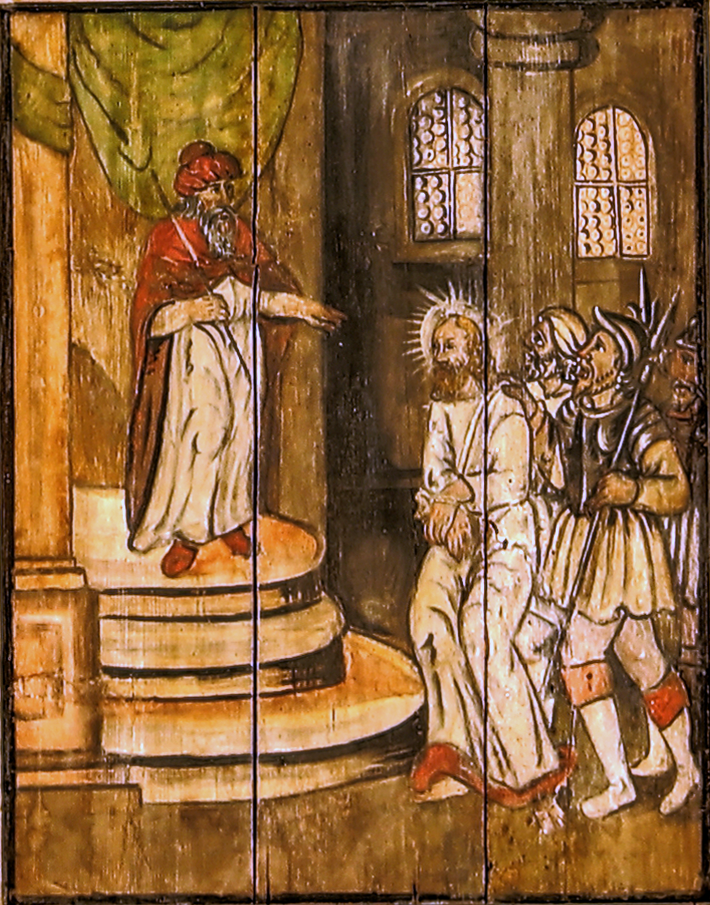
NT: Jesus vor Pilatus
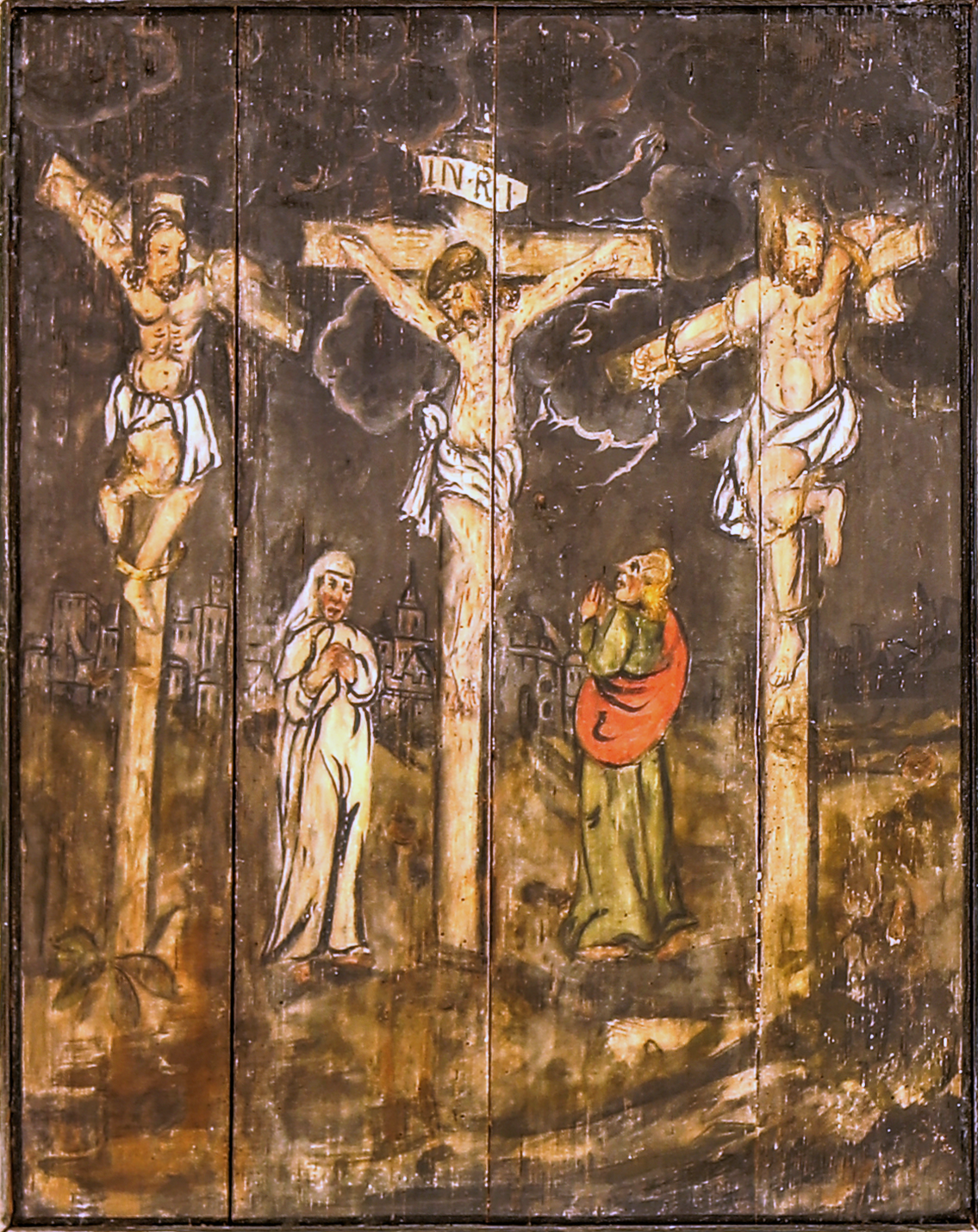
NT: Die Kreuzigung
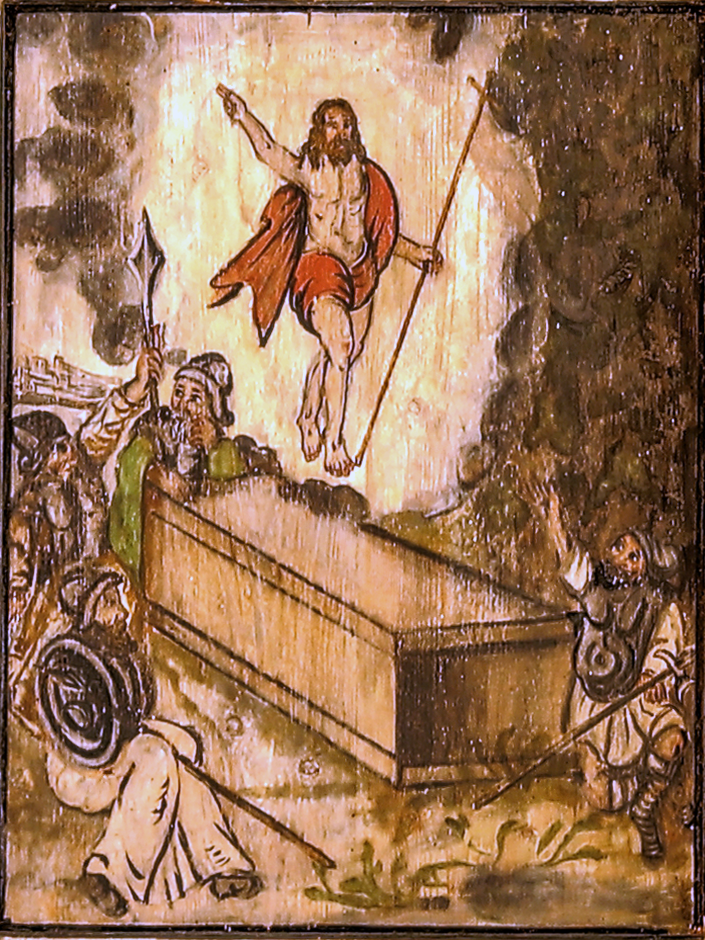
NT: Die Auferstehung
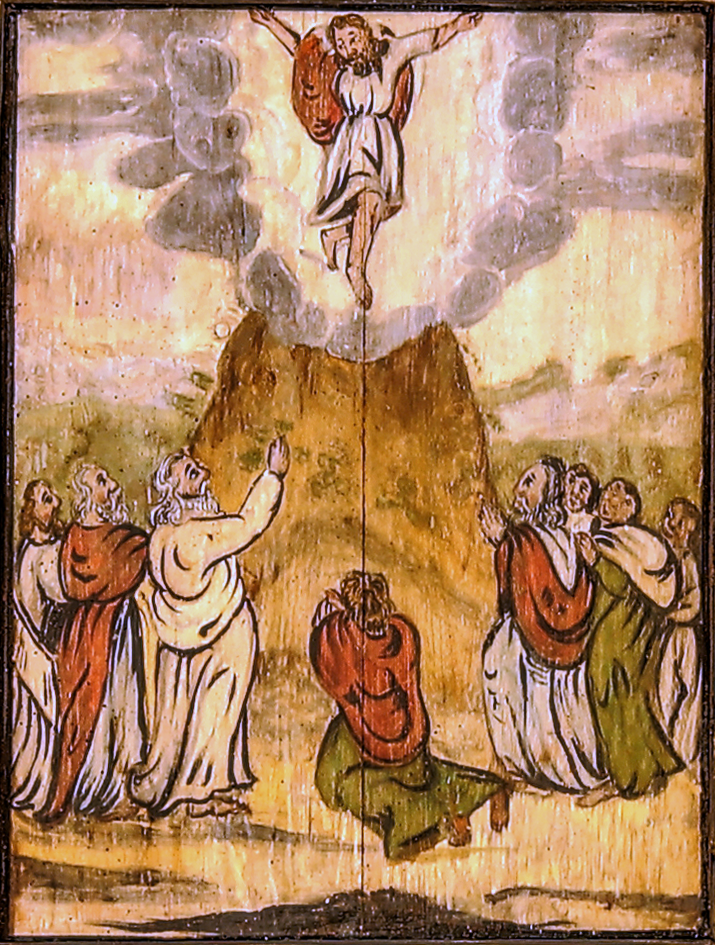
NT: Jesu Himmelfahrt
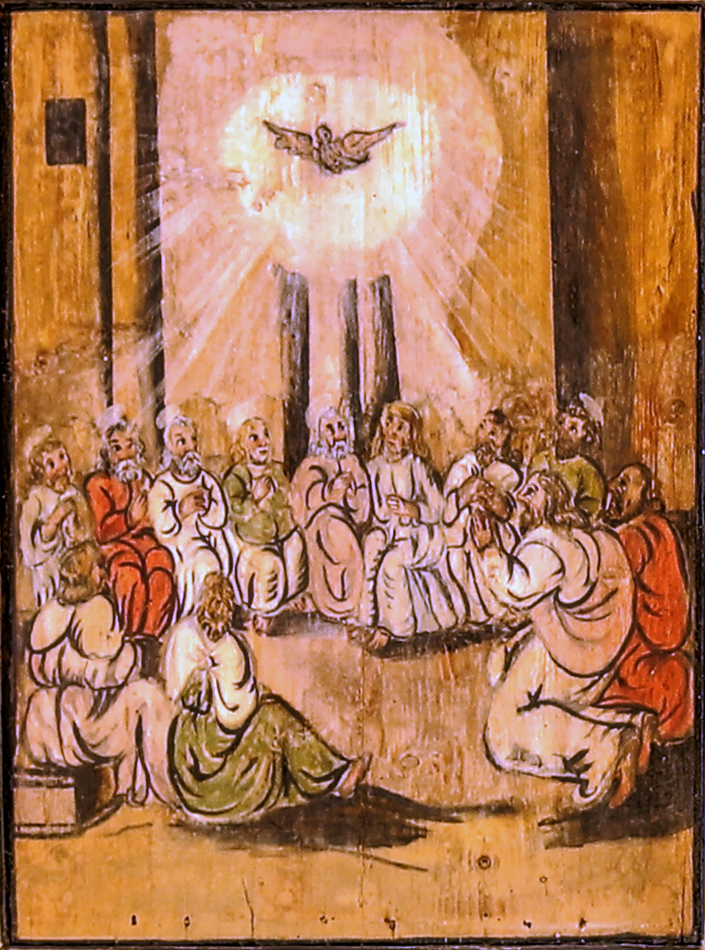
NT: Das Pfingstwunder
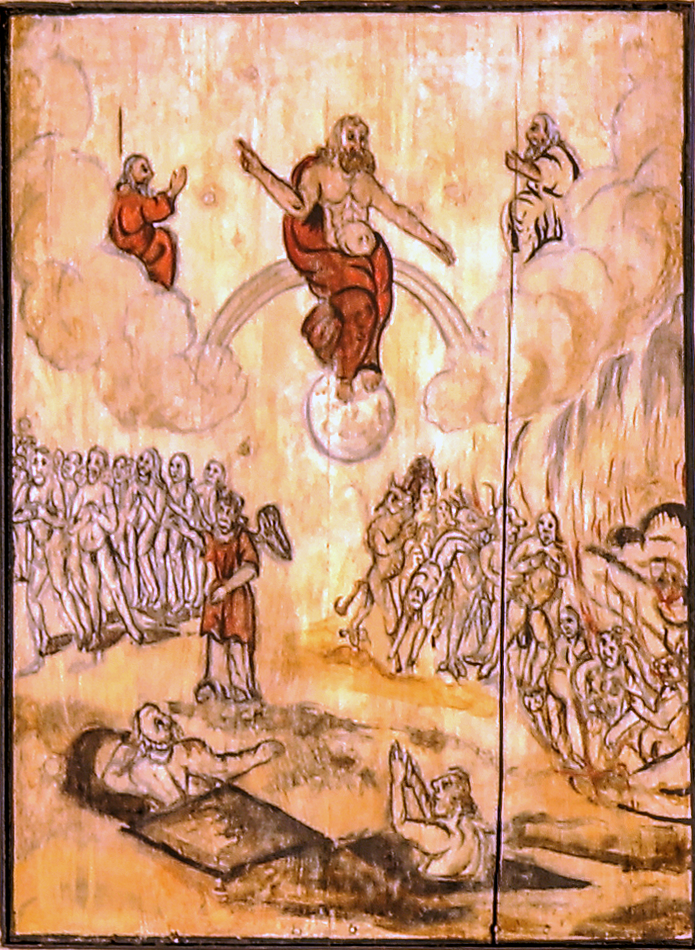
NT: Das Jüngste Gericht